# Haliotis cracherodii
Espèce
Statut de conservation UICN

 CR A4e : 
En danger critique
Haliotis cracherodii est une espèce de mollusques gastéropodes appartenant à la famille des Haliotididae..

## Liste des sous-espèces
Selon World Register of Marine Species (25 mai 2010) :
- sous-espèce Haliotis cracherodii californiensis Swainson, 1822
- sous-espèce Haliotis cracherodii cracherodii Leach, 1814